# سایوز تی‌ام‌ای-۱۸
سایوز-تی‌ام‌ای-۱۸ (به روسی: Союз )(به معنای اتحاد) یک مأموریت سرنشین دار سازمان ملی فضانوردی روسیه به سمت ایستگاه فضایی بین‌المللی محسوب می‌شود.

همچنین فضاپیمای این مأموریت وظیفه ارسال و بازگرداندن تعدادی از فضانوردان گروه اعزامی ۲۳ و گروه اعزامی ۲۴ را نیز بر عهده داشت.

## خدمه مأموریت
| شماره | نام                             | ملیت                | تعداد پرواز | نقش عملیاتی | تصویر |
| ۱     | الکساندر الکساندرویچ اسکوورتسوف | روسیه               | ۱           | فرمانده     |       |
| ۲     | میخائیل کورنینکو                | روسیه               | ۱           | مهندس پرواز |       |
| ۳     | تریسی دایسن                     | ایالات متحده آمریکا | ۲           | مهندس پرواز |       |

## نگارخانه

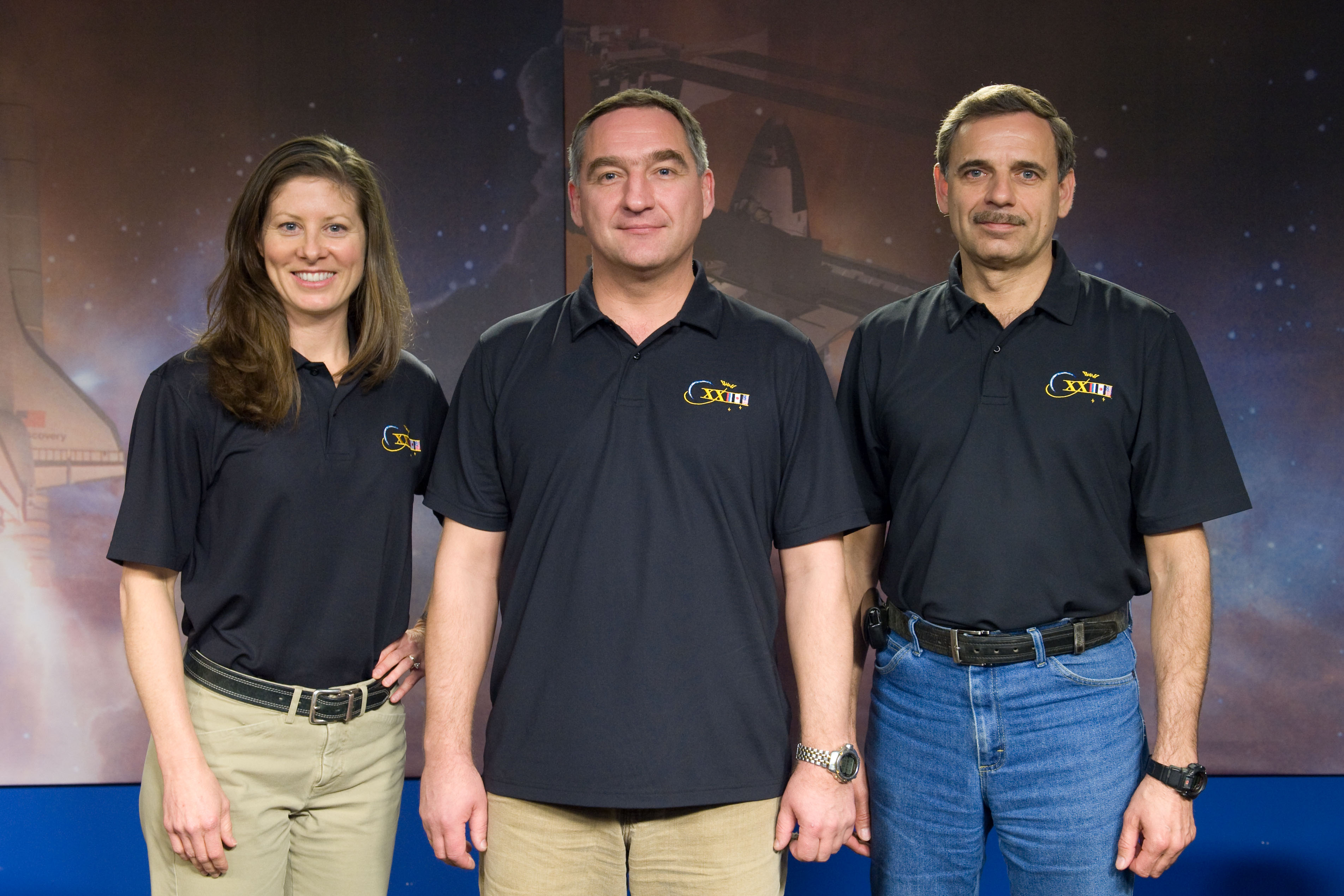
فضانوردان تی‌ام‌ای-۱۸
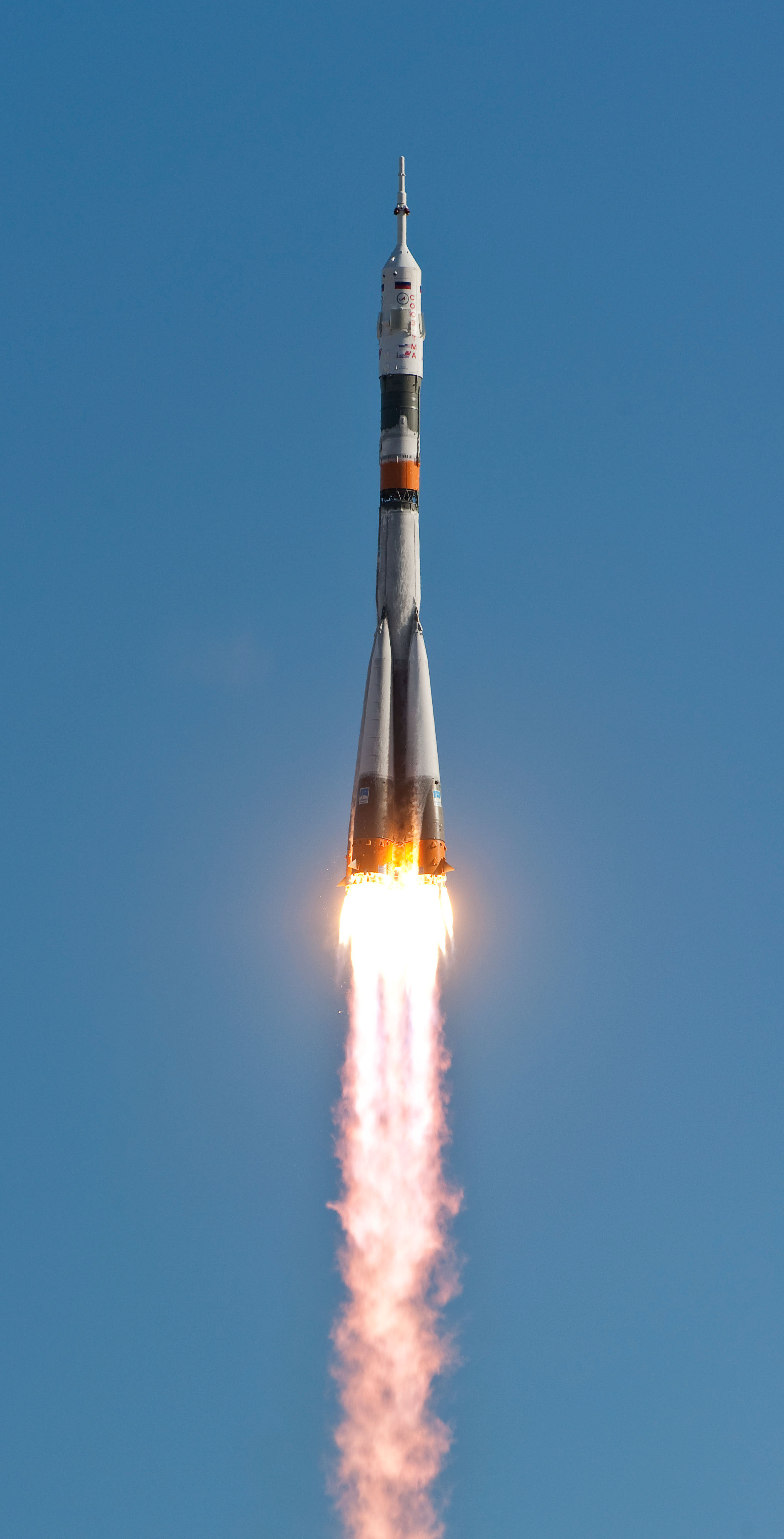
پرتاب تی‌ام‌ای-۱۸
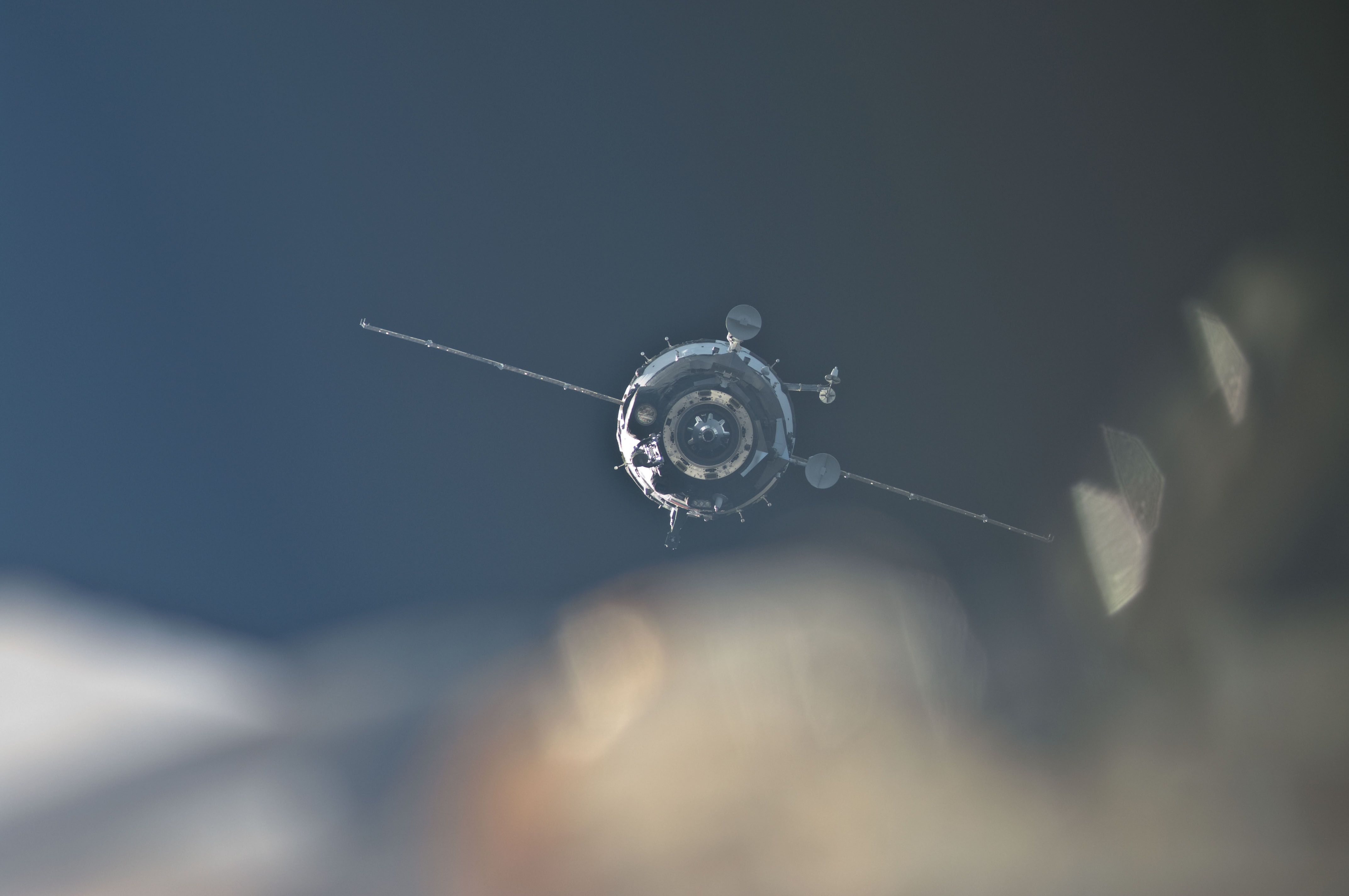
تی‌ام‌ای-۱۸ به ایستگاه نزدیک می‌شود
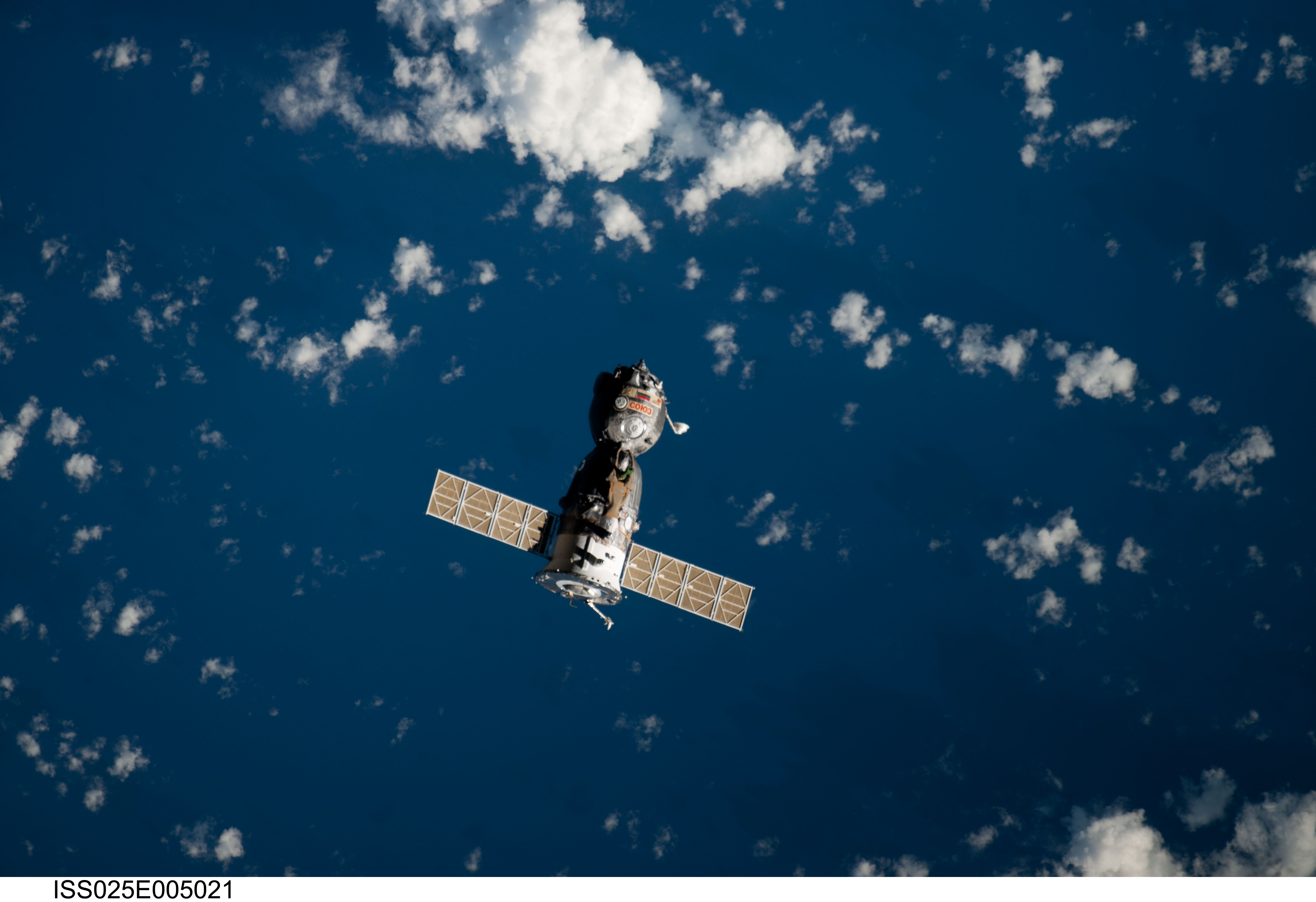
تی‌ام‌ای-۱۸ در راه بازگشت به زمین
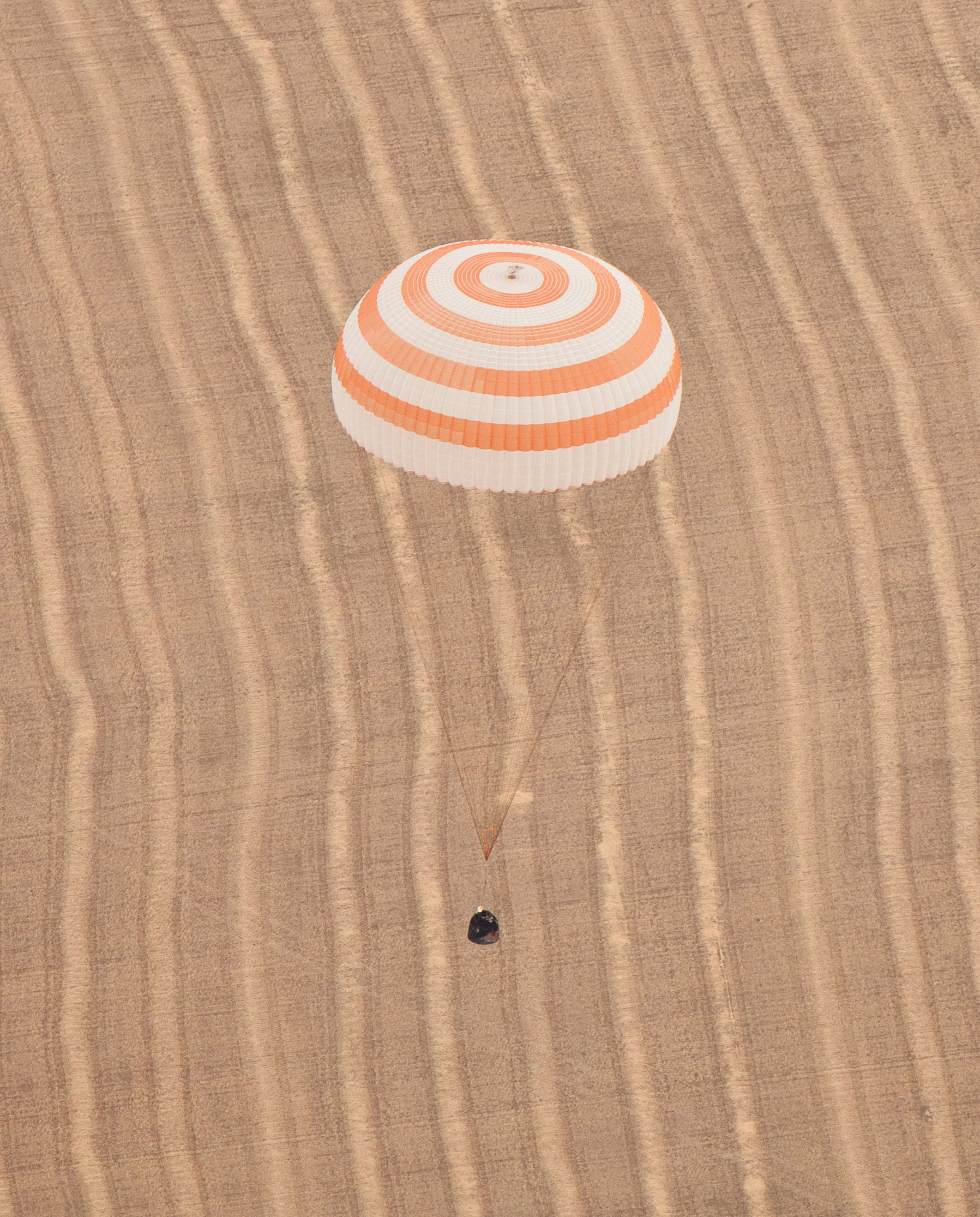
فرود تی‌ام‌ای-۱۸